# Glina (okręg Ilfov)
Glina – wieś w Rumunii, w okręgu Ilfov, w gminie Glina. W 2011 roku liczyła 5494 mieszkańców.